# Helen Hughes
Helen Hughes (née le 1er octobre 1928 et morte le 15 juin 2013) est une économiste australienne.

## Biographie
Helen Gintz naît à Prague le 1er octobre 1928 dans une famille juive. Elle vit à Česká Třebová jusqu'en 1939, puis ses parents et elle déménagent à Melbourne. Elle étudie à Mac.Robertson Girls' High School (en) puis à l'université de Melbourne. En 1947, elle remporte un prix d'histoire britannique, et en 1948 un prix d'histoire générale. Elle obtient sa licence en 1949, puis son master en 1951 avec un mémoire sur l'histoire de l'industrie métallurgique australienne. En 1954, elle obtient un doctorat de la London School of Economics.
Elle se marie avec Ian Hughes, avec qui elle a deux fils.
En 1963, chercheuse à l'Université nationale australienne, elle négocie pro bono le cours mondial du phosphate produit par Nauru en partenariat avec le conseil australien des syndicats professionnels. Quand la commission australienne du phosphate refuse de lui fournir les informations que le pays demande, Nauru décide de devenir un pays indépendant, malgré sa faible population. En 1968, Hughes participe donc à la constitution d'un gouvernement permettant à Nauru de devenir une république indépendante et de nationaliser sa mine de phosphate. Elle participe à la construction de Nauru House.
En 1975, elle épouse l'économiste Graeme Dorrance, alors employé par le Fonds monétaire international.
En 2004, Helen Hughes est professeure émérite de l'Université nationale australienne.
Le 15 juin 2013, elle meurt des complications d'une chirurgie.

## Nauru
En 2004, Hughes publie l'article From Riches to Rags What Are Nauru’s Options and How Can Australia Help? , dans lequel elle retrace l'économie de Nauru, passée de second PNB/habitant au monde à un des pays les plus pauvres de la planète en quelques décennies, un des premiers États voyous ajoutés sous l'USA PATRIOT Act. Elle suggère des réformes immédiates pour rétablir un certain équilibre économique dans le pays sans avoir besoin d'aide extérieure, et ajoute que l'aide actuellement apportée par l'Australie est gaspillée tant qu'elles ne sont pas mises en place.
Hughes propose trois réformes principales. La première est de rembourser toutes les dettes du pays et de rétablir la propriété privée dans le pays en divisant les fonds nationaux entre familles, payant les revenus du phosphate en particulier à des individus plutôt qu'au gouvernement, et passant par une taxe sur le revenu pour payer les infrastructures publiques et empêcher la construction de fortunes privées. La seconde est de passer du format de Parlement à un gouvernement bénévole de petite taille, plus en phase avec la faible population de l'île. La troisième est de retirer Nauru de toutes les organisations internationales du commerce, à l'exception de la Communauté du Pacifique et du Forum des îles du Pacifique.
En 2008, Hughes affirme que Nauru ne mérite pas d'être considéré comme un pays à part entière. Nauru se rétablit dans les années 2010 et redevient un pays prospère, sans suivre les recommandations de Hughes. Le pays rembourse l'essentiel de sa dette et travaille avec Taïwan et l'Australie à une gestion concertée de son budget visant à l'enrichir sur les décennies futures. Une grosse partie des revenus du pays vient du tri des migrants vers l'Australie et de la pêche au thon.

## Prix et récompenses
- 1985 : Bourse de l'académie des sciences sociales d'Australie (en)[10]
- 1985 : Ordre d'Australie pour son travail en relations internationales, en particulier en économie[11]
- 1994 : Docteure en lettres honoris causa à l'université de La Trobe[10]
- 2001 : Médaille du Centenaire pour son travail en politiques économiques[12]
- 2004 : Distinguished Fellow, Société économique d'Australie